# سونویا میزونو
سونویا میزونو (انگلیسی: Sonoya Mizuno؛ زادهٔ ۱ ژوئیهٔ ۱۹۸۶) یک هنرپیشه و مدل اهل ژاپن است. وی از سال ۲۰۱۲ میلادی تاکنون مشغول فعالیت بوده‌است.
از فیلم‌ها یا برنامه‌های تلویزیونی که وی در آن نقش داشته است می‌توان به اکس‌مشینا، لالا لند، بومی‌ها، پوشش عمیق و بسیار حساس اشاره کرد.